# دنی درینکواتر
دنیل نوئل درینکواتر (انگلیسی: Daniel Noel Drinkwater؛ زادهٔ ۵ مارس ۱۹۹۰) بازیکن فوتبال اهل انگلستان است که در پست هافبک بازی می‌کند.

## زندگی حرفه‌ای
درینکواتر در سن ۹ سالگی به آکادمی منچستر یونایتد پیوست و قبل از کسب قرارداد در ژوئیه ۲۰۰۶ از طریق کارآموزی در این آکادمی پیشرفت کرد.

## افتخارات

### باشگاهی
لسترسیتی
- لیگ برتر فوتبال انگلستان: ۱۶–۲۰۱۵
- چمپیونشیپ: ۱۴–۲۰۱۳